# Groesbeek
Groesbeek és un poble de Berg en Dal i antic municipi de la província de Gelderland, al centre-oest dels Països Baixos. El gener de 2015, l'antic municipi es fusionà amb Millingen aan de Rijn i Ubbergen. El municipi fou anomenat Groesbeek fins al gener de 2016, quan canvià de nom a Berg en Dal.
El maig de 2014 tenia 18.891 habitants repartits sobre una superfície de 44,14 km² (dels quals 0 km² corresponen a aigua). Limita al nord amb Nimega, a l'oest amb Heumen, al sud amb Mook en Middelaar i Gennep i a l'est amb Kranenburg.

## Antics centres de població
- Berg en Dal (en part a Ubbergen)
- Breedeweg
- De Horst
- De Heikant / Cranenburgestraat
- Groesbeek
- Heilig Landstichting (de facto un barri de Nimega)
- Wyler (bona part al municipi alemany de Kranenburg)
- Grafwegen (bona part al municipi alemany de Kranenburg).

## Administració
| Resultats de les eleccions locals | Resultats de les eleccions locals | Resultats de les eleccions locals | Resultats de les eleccions locals | Resultats de les eleccions locals | Resultats de les eleccions locals |
| Partit                            | % 2002                            | % 2006                            | Regidors 2002                     | Regidors 2006                     |                                   |
| --------------------------------- | --------------------------------- | --------------------------------- | --------------------------------- | --------------------------------- | --------------------------------- |
| PvdA                              | 16,1                              | 22,4                              | 3                                 | 4                                 |                                   |
| Groesbeekse Volkspartij           | 20                                | 20,7                              | 3                                 | 4                                 |                                   |
| VOLG                              | 22,4                              | 18,9                              | 4                                 | 3                                 |                                   |
| CDA                               | 21,3                              | 17,7                              | 4                                 | 3                                 |                                   |
| VVD                               | 7,4                               | 7,6                               | 1                                 | 1                                 |                                   |
| GroenLinks                        | 9,6                               | 7,3                               | 2                                 | 1                                 |                                   |
| Sociaal Groesbeek                 | 0                                 | 5,4                               | 0                                 | 1                                 |                                   |
| Total                             | 61.8                              | 63,3                              | 17                                | 17                                |                                   |